# Henvic
Henvic (tiếng Breton: Henvig) là một xã của tỉnh Finistère, thuộc vùng Bretagne, miền tây bắc Pháp.

## Dân số
Người dân ở Henvic được gọi là Henvicois.